# Celeste Vidal
Celeste Alejandra Vidal Ybarra (Ciudad Juárez, Chihuahua, México; 8 de enero de 2000), conocida como Celeste Vidal, es una futbolista mexicana que juega como mediocampista ofensiva en las bravas de Juárez  Femenil de la Primera División Femenil de México.

## Trayectoria
Celeste inició su camino en el futbol en un equipo familiar, acompañada de sus hermanas y su madre. Siendo estudiante de preparatoria, Vidal participó en diferentes ligas amateur del estado de Chihuahua, donde llamó la atención del exfutbolista Héctor Becerra, iniciando su trayectoria como futbolista profesional con Rayadas de Monterrey en el Apertura 2018. Debido a problemas con su registro en la Liga MX Femenil, su primer torneo oficial fue el Clausura 2019, campaña donde fue subcampeona con Monterrey.
Debutó el 29 de julio de 2019 con la camiseta del FC Juárez Femenil, en un partido contra Monarcas Morelia. Durante el Apertura 2019, se desempeñó como defensa central dentro del esquema táctico de Héctor Torres. Disputó un total de 14 partidos, siendo titular en 13 de ellos. y sumando un total de 1044 minutos. Marcó su primer gol como futbolista profesional en la Jornada 9 del Guard1anes 2020,  contra Toluca Femenil. Gracias a su liderazgo en el mediocampo del conjunto fronterizo, fue escogida como la jugadora más destacada de la Jornada 7 del Guard1anes 2021.
Hasta la Jornada 7 del Clausura 2022, fue la única originaria del estado de Chihuahua que conformó la lista de goleadoras del torneo con al menos 2 anotaciones en dicha campaña (3 goles).

## Estadísticas

### Clubes
Datos actualizados al 9 de Marzo de 2022 (Clausura 2022, Jornada 7).
| ESTADÍSTICA HISTÓRICA DE TORNEOS NACIONALES |                 |               |           |    |      |    |   |    |    |    |
| Fase                                        | División        | Torneo        | Club      | JJ | MJ   | JT | G | AG | TA | TR |
| Calificación                                | LIGA MX Femenil | Clausura 2022 | FC Juárez | 7  | 610  | 7  | 3 | 0  | 0  | 0  |
| Calificación                                | LIGA MX Femenil | Apertura 2021 | FC Juárez | 16 | 974  | 10 | 0 | 0  | 1  | 1  |
| Calificación                                | LIGA MX Femenil | Clausura 2021 | FC Juárez | 17 | 1404 | 16 | 2 | 0  | 0  | 0  |
| Calificación                                | LIGA MX Femenil | Apertura 2020 | FC Juárez | 12 | 880  | 9  | 1 | 0  | 0  | 0  |
| Calificación                                | LIGA MX Femenil | Clausura 2020 | FC Juárez | 7  | 574  | 7  | 0 | 0  | 0  | 0  |
| Calificación                                | LIGA MX Femenil | Apertura 2019 | FC Juárez | 14 | 1044 | 13 | 0 | 0  | 0  | 2  |
| Calificación                                | LIGA MX Femenil | Clausura 2019 | Rayadas   | 0  | 0    | 0  | 0 | 0  | 0  | 0  |
| Fuente: Liga Mx Femenil.                    |                 |               |           |    |      |    |   |    |    |    |

## Palmarés

### Torneos nacionales
| División        | Título        | Club    | País   | Año           |
| --------------- | ------------- | ------- | ------ | ------------- |
| Liga MX Femenil | Subcampeonato | Rayadas | México | Clausura 2019 |